# Supervisor de obra
El supervisor de obra es una figura profesional, elegida por el propietario de una obra de construcción, para que lo represente en el seguimiento y control de la obra encargada a un constructor o empresa constructora. 
Las tareas del supervisor de obra son múltiples, y para desempeñarlas, en función de la complejidad de la obra, puede requerirse que la supervisión de la obra sea realizada por todo un equipo multidisciplinar. En estos casos se denomina supervisor de la obra al jefe de equipo.  
Las principales tareas del supervisor de obra son:
- Verificar y validar el proyecto de la obra, aportando si fuera el caso las modificaciones que considere oportunas en acuerdo con el propietario de la obra y los profesionales que efectuaron el diseño.
- Verificar el cronograma de ejecución de la obra presentado por la empresa constructora.
- Controlar que la empresa constructora ejecute los trabajos en estricto cumplimiento de los diseños y especificaciones técnicas. En caso de existir discrepancias entre los diseños, especificaciones técnicas y reglamentación vigente, como primer paso deberá informar inmediatamente de la situación al propietario de la obra, para posteriormente coordinar con los diseñadores, entidades reguladoras de las normas,y otros respecto a las modificaciones en el diseño a realizar.
- Aprobar progresivamente el inicio los trabajos a ser desarrollados, controlando en todo momento la calidad de las mismas, y una vez concluidos, certificar, la calidad y las cantidades ejecutadas autorizando el pago de las mismas.
- Verificar el cumplimiento de la normativa vigente en el tema de seguridad para los trabajadores de las obras.
- Verificar el cumplimiento de la normativa laboral vigente.
- Verificar el cumplimiento de la normativa ambiental.

## Particularidades por país

### España
El jefe de obra, en el marco de la Ley de Ordenación de la Edificación de España, es el representante técnico del constructor en la obra. Por su titulación o experiencia deberá tener la capacitación adecuada de acuerdo con las características y la complejidad de la obra. No debe confundirse con el supervisor de la obra quien representa al propietario de la misma.

### Perú
En el marco de las leyes de construcción de Perú se establece que, en entidades públicas o privadas, el jefe de obras, también llamado "supervisor en jefe"[cita requerida] no debe contar necesariamente con un título profesional, pero sí es recomendable que cuente con estudios relacionados con la ingeniería civil, para lo cual las entidades relativamente pequeñas deberán considerar en su Manual de Organización y Funciones que el aspirante a jefe de obras cuente de preferencia con estudios técnicos o universitarios, pudiendo encargarse el puesto a cualquier funcionario que tenga conocimientos sobre dicho cargo.

### Otros países de habla hispana
- El representante del constructor en la obra es conocido como "ingeniero residente".